# Norma mistraliana do occitano

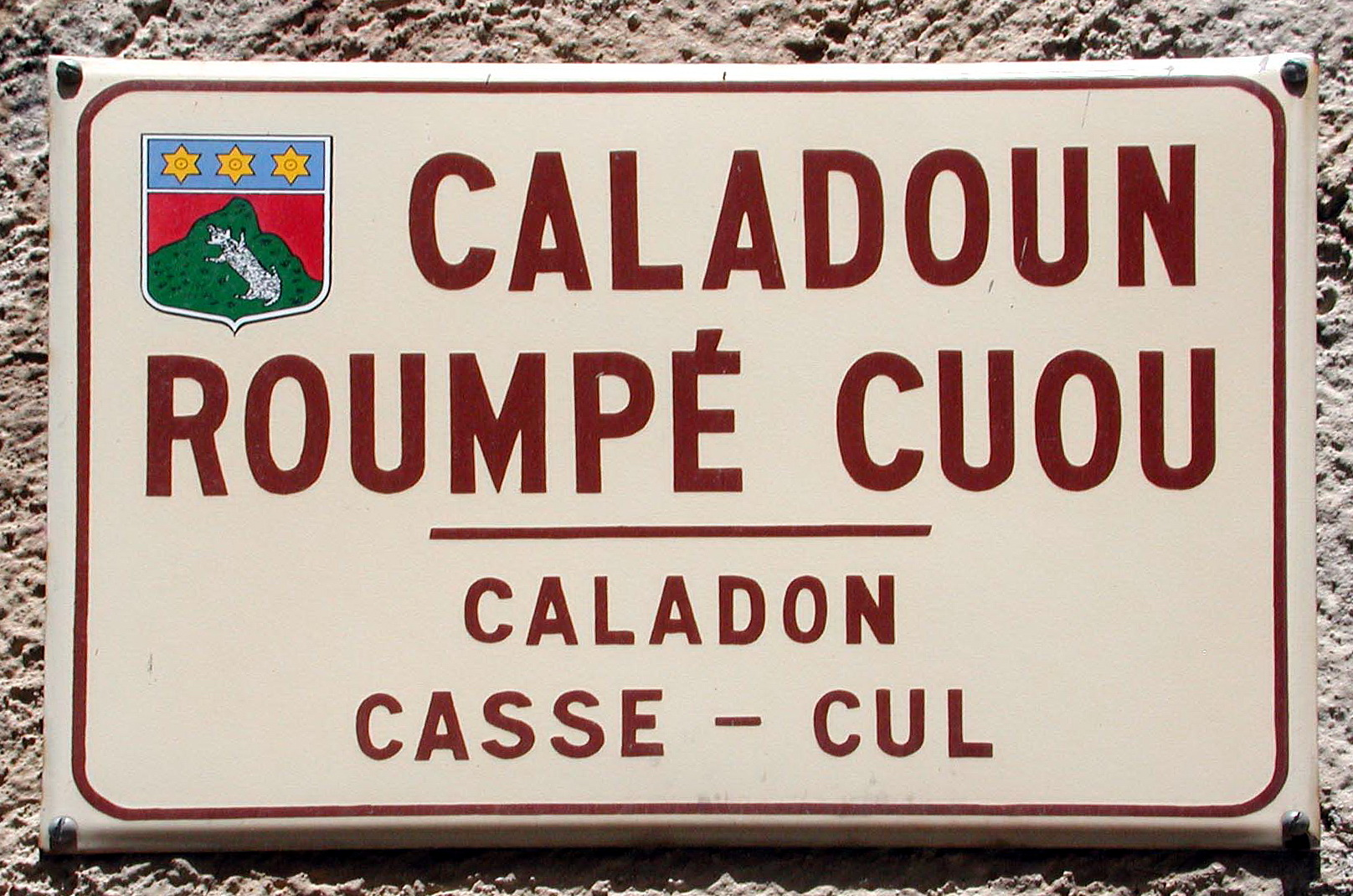
Placa de rua escrita na grafia mistraliana e em francês

A norma ou grafia mistraliana (em occitano mistralenca) é uma norma linguística (uma codificação) que define a lígua occitana em contraste com a norma clássica. Tambem é conhecida como norma ou grafia felibrenca  (de Félibrige) ou romanilhenca (de Romanilha; em francês, Roumanille). Surgiu em 1853, nas obras de Josep Romanilha (em francês, Joseph Roumanille) e, posteriormente, nas obras de Frédéric Mistral, de quem provém o nome da norma.
Baseia-se em uma interpretação diglóssica da ortografia occitana, seguindo as convenções linguísticas do francês. 
Essa norma distingue-se da antiga escrita da langue d'Oc pelo fato de ser mais simples na ortografia. Desde o início, uma escrita Félibrige surgiu, por um lado, devido à influência dessa organização em todo o renascimento do Oc e, por outro, devido à publicação, por Frédéric Mistral, do seu Tresor dóu Felibrige. Embora seja ainda hoje a mais difundida na Provença, no resto da área linguística occitana cedeu lugar à norma clássica do occitano elaborada posteriormente.
Em 2006, foi criado o Conselho da Escrita Mistraliana (Consèu de l'Escri Mistralen, abreviado CEM), órgão interno de Félibrige, por iniciativa do Majoral Bernard Giély, com o objetivo de completar a obra lexicográfica de Mistral.

## Composição
Assim como a norma clássica, a norma mistraliana se compõe de dois aspectos:
- A norma ortográfica ou ortografia, que define a maneira de escrever os fonemas com base no francês. A grafía mistraliana engloba a ortografía codificada e diversos usos escritos não codificados mas que se inspiram nela.
- A norma oral, que define a maneira recomendada de falar em occitano.

## Comparação
| Norma clássica | Norma mistraliana | Norma bonaudiana | Norma da Escola do Po |
| --- | --- | --- | --- |
| Provençal Totei lei personas naisson liuras e egalas en dignitat e en drech. Son dotadas de rason e de consciéncia e li cau (/fau) agir entre elei amb un esperit de frairesa. Provençal niçardo Toti li personas naisson liuri e egali en dignitat e en drech. Son dotadi de rason e de consciéncia e li cau agir entre eli emb un esperit de frairesa. Auvernês Totas las personas naisson liuras e egalas en dignitat e en dreit. Son dotadas de rason e de consciéncia e lor chau (/fau) agir entre elas amb un esperit de frairesa. Vivaro-alpino Totas las personas naisson liuras e egalas en dignitat e en drech. Son dotaas de rason e de consciéncia e lor chal agir entre elas amb un esperit de frairesa. Limusino Totas las personas naisson liuras e egalas en dignitat e en drech. Son dotadas de rason e de consciéncia e lor chau (/fau) agir entre elas emb un esperit de frairesa. Gascão Totas las personas que naishen liuras e egaus en dignitat e en dreit. Que son dotadas de rason e de consciéncia e que'us cau (/fau) agir entre eras dab un esperit de hrairessa. Languedociano Totas las personas naisson liuras e egalas en dignitat e en drech. Son dotadas de rason e de consciéncia e lor cal agir entre elas amb un esperit de frairesa. | Provençal Tóuti li persouno naisson libro e egalo en dignita e en dre. Soun doutado de resoun e de counsciènci e li fau agi entre éli em' un esperit de freiresso. Provençal niçardo Touti li persouna naisson libri e egali en dignità e en drech. Soun doutadi de rasoun e de counsciència e li cau agì entre eli em' un esperit de frairessa. Gascão (grafia febusiana) Toutes las persounes que nachen liures e egaus en dinnitat e en dreyt. Que soû doutades de rasoû e de counsciencie e qu'ous cau (/fau) agì entre eres dap û esperit de hrayresse. | Auvernês Ta la proussouna neisson lieura moé parira pà dïnessà mai dret. Son charjada de razou moé de cousiensà mai lhu fau arjî entremeî lha bei n'eime de freiressà. (Touta la persouna naisson lieura e egala en dïnetàt e en dreit. Soun doutada de razou e de cousiensà e lour chau ajî entre ela am en esprî de freiressà.) | Vivaro-alpino Toutes les persounes naisoun liures e egales en dignità e en drech. Soun douta de razoun e de counsiensio e lour chal agir entre eles amb (/bou) un esperit de freireso. |

| Comparação entre as quatro normas existentes em occitano: grafemas típicos | Comparação entre as quatro normas existentes em occitano: grafemas típicos | Comparação entre as quatro normas existentes em occitano: grafemas típicos | Comparação entre as quatro normas existentes em occitano: grafemas típicos |
| Norma clásica                                                              | Norma mistraliana                                                          | Norma bonaudiana                                                           | Norma de la Escuela del Po                                                 |
| -------------------------------------------------------------------------- | -------------------------------------------------------------------------- | -------------------------------------------------------------------------- | -------------------------------------------------------------------------- |
| -a final                                                                   | -o (-a, -e)                                                                | -à                                                                         | -o (-a)                                                                    |
| ò                                                                          | o                                                                          | o                                                                          | o                                                                          |
| o, ó                                                                       | ou                                                                         | ou                                                                         | ou                                                                         |
| uè, ue                                                                     | ue, iue                                                                    | eu (ue)                                                                    | ue (ö)                                                                     |
| lh                                                                         | i/h (lh)                                                                   | lh                                                                         | lh                                                                         |
| nh                                                                         | gn                                                                         | nh                                                                         | nh                                                                         |
| s, ss c(e), c(i), ç                                                        | s, ss c(e), c(i), ç                                                        | s, ss                                                                      | s                                                                          |
| z s entre dos vocales                                                      | z s entre dos vocales                                                      | z                                                                          | z                                                                          |
| à è ò á é í ó ú                                                            | à è ò ì ù é óu                                                             | à è eù où é â ê î û                                                        | à è ò ì ù où é                                                             |
| Se escribe todas las consonantes finales mudas.                            | Se escribe ciertas consonantes finales mudas.                              | Se escribe ciertas consonantes finales mudas.                              | No se escribe las consonantes finales mudas.                               |